# An ninh tập thể

Những liên minh an ninh chính hiện tại
NATO, CSDP
SCO, CSTO
SADC
PSC

An ninh tập thể (tiếng Anh: collective security) có thể hiểu là sự cam kết về an ninh, theo đó các nước trong tổ chức chấp nhận là sự an ninh của một nước là có liên hệ tới tất cả, và như vậy cam kết sẽ đối phó với một nước mà đe dọa, phá rối nền hòa bình của một nước khác.
Mục đích của hệ thống an ninh tập thể là duy trì hoà bình giữa tất cả thành viên trong hệ thống. Nó khác với từ phòng thủ tập thể (tiếng Anh: collective defense) mà theo đó qua một hiệp ước các nước cam kết lập thành một tổ chức (ví dụ như Tổ chức Hiệp ước Bắc Đại Tây Dương - NATO) để hỗ trợ lẫn nhau khi bị một nước bên ngoài tổ chức tấn công.